# Okres aktywności wulkanu Montagne Pelée 1902–1905

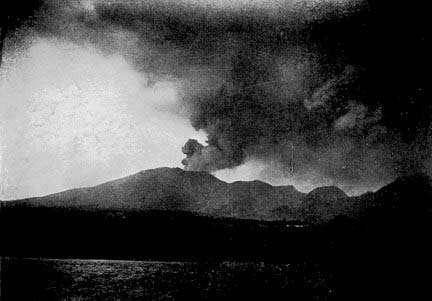
Montagne Peleé 26 maja 1902 roku, 18 dni po wielkiej erupcji

Okres aktywności wulkanu Montagne Pelée w latach 1902–1905 – przedostatnia do dziś faza aktywności wulkanu Montagne Pelée na karaibskiej wyspie Martynika. W czasie jej trwania, 8 maja 1902 roku doszło do najtragiczniejszego w skutkach wybuchu wulkanu w XX wieku o sile 4 w skali eksplozywności wulkanicznej. W czasie erupcji całkowitemu zniszczeniu uległa położona prawie 7 km od wierzchołka wulkanu ówczesna stolica wyspy Saint-Pierre, a życie straciło między 28 a 40 tys. ludzi.

## Pierwsze oznaki aktywności
Pierwszymi oznakami ponownego przebudzenia wulkanu były fumarole, zaobserwowane na szczycie wulkanu już w 1889 roku. W styczniu 1902 roku przybrały one na sile, a rolnicy pracujący na zachodnim zboczu wulkanu wyczuli zapach siarkowodoru. W rejonie wulkanu znaleziono wówczas również wiele martwych sztuk bydła i ptaków.
23 kwietnia 1902 roku wulkan wyrzucił z siebie pierwsze strumienie lawy. Wydarzeniu temu towarzyszyły lekkie wstrząsy sejsmiczne. Dzień później miała miejsce pierwsza mała erupcja freatyczna. Po kolejnych wstrząsach sejsmicznych nad górą utworzyła się mała chmura gazów i popiołu. Wydarzenia te nie miały jednak dużego wpływu na życie codzienne mieszkańców wyspy – podobne okresy aktywności wulkanu miały miejsce także wcześniej, w 1792 i 1851 roku, i nie wzbudziły one teraz większych obaw.
26 kwietnia na Saint-Pierre spadł deszcz popiołu. Po tym wydarzeniu 27 kwietnia zorganizowano małą ekspedycję na szczyt wulkanu. Jej uczestnicy zaobserwowali, że drugorzędny krater Étang Sec („Suchy Staw”) o szerokości 180 metrów, który uchodził dotąd za wygasły, wypełniony był wrzącą wodą. Na obszarze Terre Fendue („Szczeliniasta Ziemia”) między Étang Sec a małym jeziorem głównego krateru Lac des Palmistes dostrzeżono parę wydostającą się z licznych szczelin i pęknięć w skale. Jeszcze w czasie trwania wyprawy mieszkańcy Saint-Pierre po raz pierwszy poczuli w mieście zapach siarki.
Trzy dni później, tj. 30 kwietnia, spływające z wulkanu rzeki Roxelane i Rivière des Peres wystąpiły z brzegów. Ich wody niosły ze sobą liczne pnie drzew i odłamki skalne. Jeszcze tego samego dnia na położone w pobliżu Saint-Pierre miejscowości Le Prêcheur i Saint Philomene spadł deszcz popiołu wulkanicznego.
2 maja o godzinie 11:30 doszło do kolejnej erupcji. Nad stożkiem wulkanu wytworzyła się duża czarna chmura popiołu, a na prawie całą północną część wyspy spadł deszcz drobnego pumeksu. Na Le Prêcheur spadł dodatkowo popiół, który zmusił mieszkańców do ucieczki do Saint-Pierre. Na zboczach góry pomarły pasące się tam zwierzęta, kiedy popiół pokrył pastwiska. Gazeta Les Colonies zapowiedziała przesunięcie pikniku górskiego, zaplanowanego na 4 maja. Pochodzący z Neapolu Marino Leboffe, kapitan zacumowanego w porcie frachtowca Orsolina armatora Pollio Fratelli S.R.L., stwierdził:
„Nie wiem wprawdzie nic o Montagne Pelée, ale gdyby Wezuwiusz wyglądał tak jak ta góra, natychmiast uciekłbym jak najdalej.”
Tak też postąpił i odpłynął wraz z załogą, chociaż statek załadowany był dopiero do połowy. Na groźby sankcji karnych, takich jak więzienie czy utrata patentu kapitańskiego, którymi inspektorzy celni chcieli zmusić go do pozostania na wyspie, odpowiedział: „A kto je na mnie nałoży? Jutro wszyscy będziecie martwi.”
Kolejnej nocy, z 2 na 3 maja, w sobotę, miasto pokryło się cienką warstwą popiołu. Nieustające opady popiołu wkrótce zerwały linię telegraficzną do Le Prêcheur. W fabryce cukru Guérin, położonej 3,2 km na północny zachód od Saint-Pierre, zauważono tysiące mrówek i stonóg, które wyszły z ziemi. W tym samym czasie na ulicach Saint-Pierre pojawiły się setki jadowitych grzechotników z endemicznego na Martynice gatunku Bothrops lanceolatus. Od ukąszeń tych uciekających z wulkanu węży zmarło według doniesień naocznych świadków około 50 ludzi i 200 zwierząt domowych.
Dwa dni później, w poniedziałek 5 maja, na szczycie Montagne Pelée obsunęła się krawędź Étang Sec. Jezioro kraterowe rozlało się po zboczach góry. Powstała w ten sposób lawina błotna, od której silnie wezbrała rzeka Rivière Blanche. Położona u jej ujścia fabryka cukru została zniszczona i pogrzebana pod sześciometrową warstwą błota. Życie straciło przy tym od 25 do 150 osób. Kiedy błoto dosięgnęło portu, powstała mała fala powodziowa, która wprawdzie nie poczyniła wiele szkód, jednak doprowadziła w końcu do wybuchu paniki wśród mieszkańców miasta. Gazety ostrzegały teraz o nadchodzącym wybuchu, a kolejnego dnia, tj. 6 maja, mimo uspokajających apeli burmistrza około 2000 mieszkańców opuściło Saint-Pierre, jednocześnie jednak do miasta napłynęło kilka tysięcy mieszkańców wiosek położonych bliżej wulkanu.
W nocy z 6 na 7 maja mieszkańcy okolic góry dostrzegli wyładowania atmosferyczne w chmurze wulkanicznej. Poza tym jednak panował spokój. Wprawdzie w ciągu dnia w Étang Sec wybrzuszyła się minimalnie kopuła wulkaniczna, z której zeszło kilka małych, niegroźnych lawin piroklastycznych, jednak zwołana komisja naukowa doszła do wniosku, że „Montagne Pelée nie przedstawia dla miasta Saint-Pierre większego niebezpieczeństwa niż Wezuwiusz dla Neapolu.”
Kiedy dodatkowo rozeszła się wiadomość, że wybuchł wulkan Soufrière na karaibskiej wyspie Saint Vincent, mieszkańcy Martyniki doszli do przekonania, że ziemia już się wyszalała i niebezpieczeństwo dla ich wyspy minęło. Mimo to setki (inne źródła mówią o tysiącach) mieszkańców okolic Saint-Pierre szukało w mieście schronienia na noc. Przez to liczba ludzi w Saint-Pierre gwałtownie wzrosła.

## Erupcja 8 maja 1902

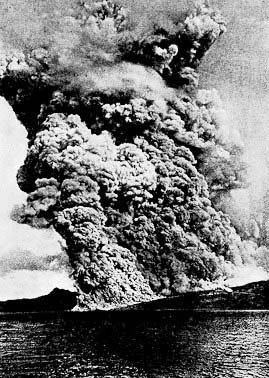
Wybuch Montagne Pelée w 1902 roku

Rankiem 8 maja, w czwartek Wniebowstąpienia Pańskiego, z Saint-Pierre wysłano telegraficzny meldunek do Fort-de-France donoszący o znacznej intensyfikacji aktywności wulkanicznej. O godzinie 7:52 łączność urwała się.
Do tego czasu wulkanem wstrząsnęły trzy silne wybuchy, które słyszane były nawet z odległości 600 km. Pękła południowo-zachodnia ściana góry i zeszła stamtąd lawina piroklastyczna. Jednocześnie nad szczytem wulkanu wytworzyła się chmura pliniańska, która przesłoniła niebo w promieniu 80 km.
Chmura lawiny piroklastycznej, która według późniejszych wyliczeń osiągnęła prędkość ok. 670 km/h, zeszła w kierunku Saint-Pierre, docierając do zabudowań w ciągu niecałej minuty. Miasto zostało całkowicie zniszczone, gorący podmuch wywołał liczne pożary i eksplozje w gorzelniach i magazynach rumu, które dodatkowo zwiększyły rozmiar katastrofy.
Kiedy lawina dotarła do morza, jego wody zagotowały się. W porcie wybuchły beczki rumu, przygotowane do eksportu do Europy. Większość statków zatonęła albo spłonęła. Tylko dwóm okrętom udało się oddalić na czas od wybrzeży. Marynarz, który był na pokładzie jednego z nich, opowiadał później:
Gorejąca chmura wzbiła się w niebo niczym płomienna błyskawica i ruszyła w naszym kierunku. Była jak huragan ognia, który z całą siłą uderzył w Saint-Pierre i okręty. [...] Ognista burza z wulkanu trwała tylko kilka minut. Osłabła, wszędzie na swojej drodze wznieciwszy pożary. Ulicami Saint-Pierre spływały do morza strumienie płonącego rumu. [...] Po wybuchu na lądzie nie widać już było żadnej żywej duszy. [...] Ogień przewracał maszty statków i kominy, jakby kto ścinał je nożem.
Temperatura podmuchu piroklastycznego musiała leżeć poniżej punktu topnienia miedzi (1084,4 °C), gdyż miedziane druty telefoniczne miasta nie zostały nadtopione. Niemal wszyscy mieszkańcy Saint-Pierre zmarli w ciągu kilku sekund. Wielu z nich zmarło w kościołach, w których odbywały się właśnie nabożeństwa z okazji Wniebowstąpienia Pańskiego.
W ciągu pierwszych godzin po tragedii nikt nie wiedział, co się wydarzyło. Sieć komunikacyjna miasta była zerwana i również gubernator wyspy Louis Mouttet był nieosiągalny. Dopiero później ustalono, że wraz z żoną również przebywał w Saint-Pierre.
Nie wiadomo dokładnie, ilu ludzi przebywało w mieście w czasie erupcji. Do 28 tys. mieszkańców należy zapewne doliczyć kilka tysięcy gości, przybyłych na obchody święta, i uchodźców z wyżej położonych miejscowości. Dlatego podawana liczba ofiar waha się między 28 a 40 tys. osób. Wybuch Montagne Pelée spustoszył 58 km² obszaru wyspy. Miasto płonęło jeszcze kilka dni, aż do samych fundamentów, i nie można się było doń zbliżyć.

## Ocaleńcy

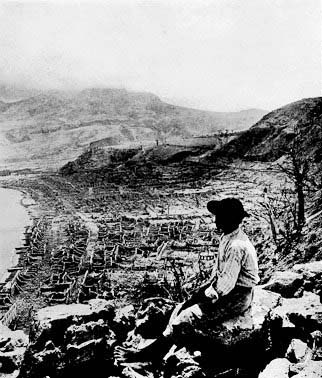
Ruiny zniszczonego Saint-Pierre

Na lądzie tylko trzech mieszkańców Saint-Pierre przeżyło wybuch wulkanu.
- Młody szewc Léon Compère-Léandre przebywał w czasie nadejścia podmuchu piroklastycznego u wejścia do miasta i ciężko ranny zdołał uciec do wyżej położonej miejscowości. Jego relacja brzmiała następująco:

Poczułem silne uderzenie wiatru, ziemia zaczęła drżeć, a niebo nagle pociemniało. Odwróciłem się, żeby wejść do domu, z trudem wspiąłem się na dwa albo trzy stopnie, które dzieliły mnie od mojej izby, czując, jak pieką mnie ręce i nogi, tak jak i reszta ciała. Opadłem na stół. W tej chwili czterech innych ludzi schroniło się w moim pokoju, krzycząc i wijąc się z bólu, chociaż ich ubrania nie wskazywały śladu zetknięcia z płomieniami. Po około dziesięciu minutach jedna z tych osób zmarła – mała, około dziesięcioletnia córka Delavaudów. Pozostali wytrzymali dłużej. Podniosłem się i przeszedłem do sąsiedniego pokoju, gdzie znalazłem martwe ciało ojca Delavaud, leżące w ubraniu na łóżku. Było fioletowo zabarwione i spuchnięte, choć ubranie pozostało nienaruszone. Oszalały i niemal pozbawiony sił rzuciłem się na łóżko i leżąc bezwładnie, wyczekiwałem śmierci. Kiedy powróciłem do zmysłów, zapewne po godzinie, ujrzałem nad sobą płonący dach. Resztką sił, na krwawiących i pokrytych oparzeniami nogach uciekłem do Fonds-Saint-Denis, odległego o sześć kilometrów od Saint-Pierre.
- Havivra Da Ifrile, młoda dziewczyna, była właśnie w drodze do katedry, kiedy matka kazała jej kupić kilka rzeczy w cukierni jej ciotki. Sklep ten stał w pobliżu Corkscrew – miejsca przy szlaku prowadzącym w głąb starego krateru wulkanu, w połowie drogi na szczyt. Kiedy dziewczyna dotarła do sklepu, spostrzegła dym wydobywający się z krateru. Kiedy wewnątrz krateru ujrzała wrzącą magmę, uciekła na wybrzeże, wsiadła na łódź swojego brata i zdołała schronić się w grocie, którą znała ze swoich zabaw. Kiedy tam siedziała, usłyszała syczący odgłos zetknięcia się chmury wulkanicznej z morzem. Przed utratą przytomności zapamiętała jeszcze gwałtowne wezbranie wody. Później francuski parowiec Suchet uratował ją dryfującą w łodzi dwie mile od brzegu. Swoje przeżycia opowiedziała w następujący sposób:

Zobaczyłam wtedy, że dno zagłębienia było zupełnie czerwone i jakby wrzące; wydobywały się z niego małe niebieskie płomienie. Zauważyłam trzech ludzi, uciekających szlakiem w górę krateru. Zniknęli w podmuchu niebieskiego dymu i upadli na ziemię jak martwi. [...] Kiedy tylko dobiegłam do głównej ulicy, zobaczyłam, jak wrząca ciecz przelewa się przez górny kraniec Corkscrew i ścieka po zboczu. Najpierw płynęła drogą, ale kiedy strumień stał się potężniejszy, pochłonął domy po obu stronach drogi. Zobaczyłam, jak z innej części zbocza spływa wrząca czerwona rzeka i odcina drogę ludziom uciekającym z domów. [...] Jednak zanim się tam znalazłam, odwróciłam się – całe zbocze góry w pobliżu miasta jakby się otwarło i, kipiąc, osunęło się na wrzeszczących ludzi. Doznałam licznych oparzeń od popiołu i kamieni spadających na łódź, ale dotarłam do groty.
- Marynarz Louis-Auguste Cyparis odsiadywał karę w miejscowym więzieniu za awantury pod wpływem alkoholu. Jego podziemna cela miała grube, kamienne ściany i mały, okratowany otwór nad drzwiami zamiast okna. Cyparis doznał ciężkich oparzeń, kiedy chmura piroklastyczna dosięgnęła więzienia, zdołał jednak przeżyć. Cztery dni po wybuchu znalazły go oddziały ratownicze. Cyparis został ułaskawiony przez gubernatora, a po powrocie do zdrowia przybrał nazwisko Ludger Sylbaris i jako „więzień z Saint-Pierre” jeździł z cyrkiem P. T. Barnuma po całych Stanach Zjednoczonych, pokazując blizny po oparzeniach i opowiadając swoją historię.

## Działania władz
W następstwie wydarzeń w Saint-Pierre rozgorzała ostra krytyka działań władz miasta. Nie zareagowano odpowiednio wcześnie na pierwsze oznaki aktywności wulkanicznej i nie ewakuowano okolicy. Często jako przyczynę takiego stanu rzeczy podaje się trwające wówczas wybory.
Pierwsza tura wyborów 27 kwietnia 1902 roku nie wyłoniła zwycięzców i na 11 maja zaplanowano drugą turę. Możliwe, że władze minimalizowały zagrożenie ze względów taktycznych, żeby zatrzymać w mieście jak najwięcej potencjalnych wyborców. W tym celu zarządzono podobno nawet blokadę dróg wyjazdowych z miasta.

## Znaleziska

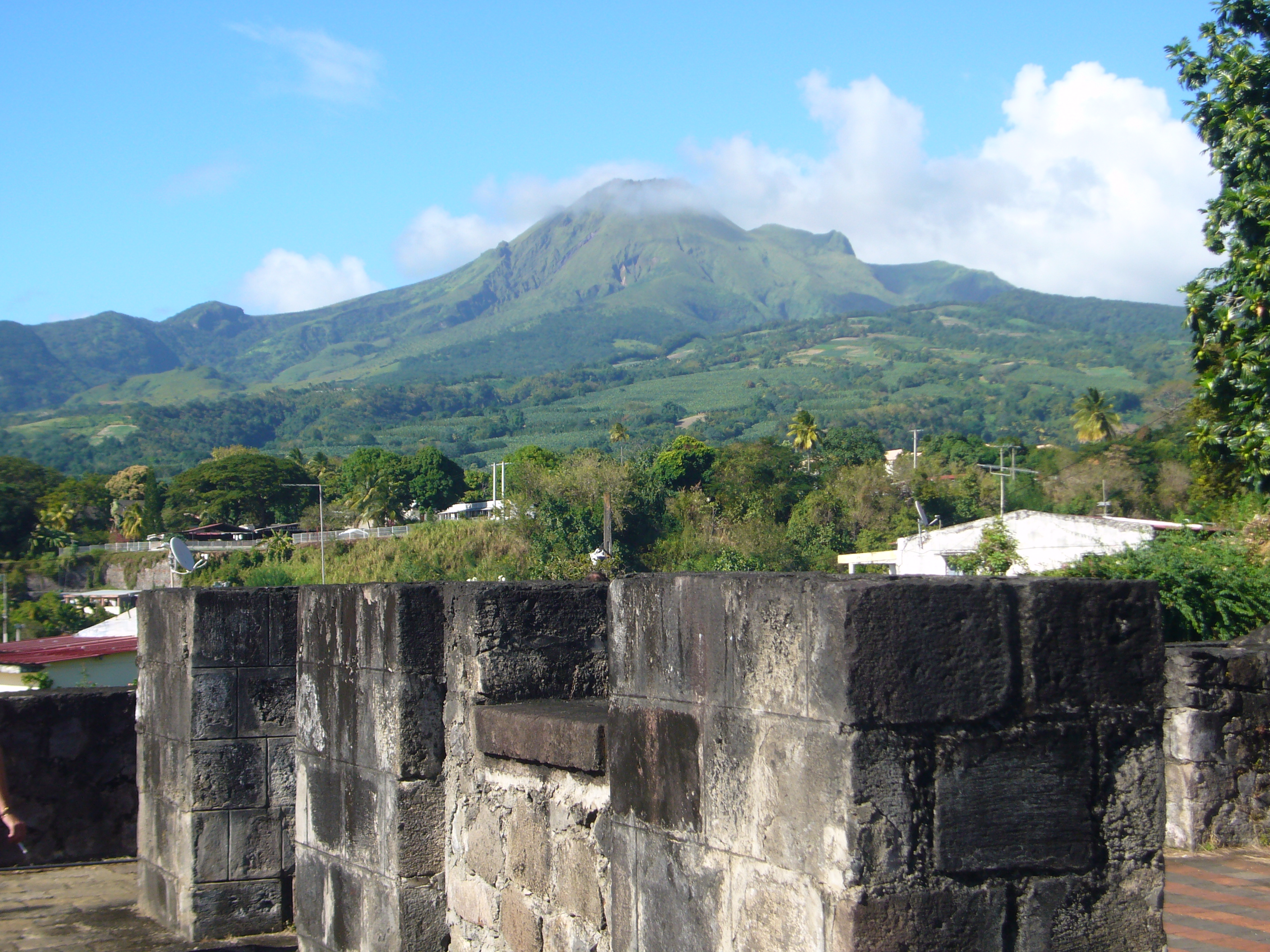
Ruiny zniszczonego teatru w Saint-Pierre, w oddali Montagne Peleé

Chociaż Saint-Pierre zostało zniszczone, w kolejnych miesiącach po wybuchu w ruinach miasto odnaleziono kilka pamiątek po mieszkańcach. Wśród nich znalazły się nadtopiona buteleczka perfum, stopiona butelka, pozostałości pułapki na myszy, stopiona butelka wina, nadtopione sztućce (łyżka, widelec itp.), stopione ze sobą monety, stopione żelazne gwoździe, zniekształcony nie do poznania słoik, zmiażdżony świecznik, figurka anioła ze skorodowanego metalu, kilka statuetek o powierzchni spękanej od żaru, nadtopiony zegarek kieszonkowy, który stanął o godzinie 8:15, porcelanowe talerze z wtopionymi drobinkami popiołu, zwęglone potrawy (śliwki, spaghetti, ziarna kawy), zwęglony puchar, stopiona flaszka leków, żelazny krucyfiks, którego drewniany krzyż uległ spaleniu, oraz zwęglone ludzkie biodro.
Tuż u wybrzeży miasta jeszcze dziś na głębokości 60 m spoczywa wrak pasażersko-towarowego parowca Roraima kanadyjskiej linii do Québecu. Statek ten wpłynął do portu dopiero o 6:30 rano 8 maja. Na jego pokładzie przeżyło 15 osób z łącznie 68 członków załogi i pasażerów. Innemu parowemu frachtowcowi Roddam udało się uciec z portu ze stratą ponad połowy pasażerów i załogi. Był to jedyny statek, który umknął z wnętrza chmury wulkanicznej. Poza tym wspomniana wcześniej Orsolina uratowała się świadomie jeszcze przed wybuchem wulkanu, a istniejący do dziś francuski bark Belem krótko przed erupcją nie znalazł miejsca do zakotwiczenia na redzie w Saint-Pierre, popłynął dalej w kierunku Le Robert we wschodniej części wyspy i zdołał schronić się przed wulkanem w zatoce oddalonej o 30 mil morskich od miasta.

## Badania

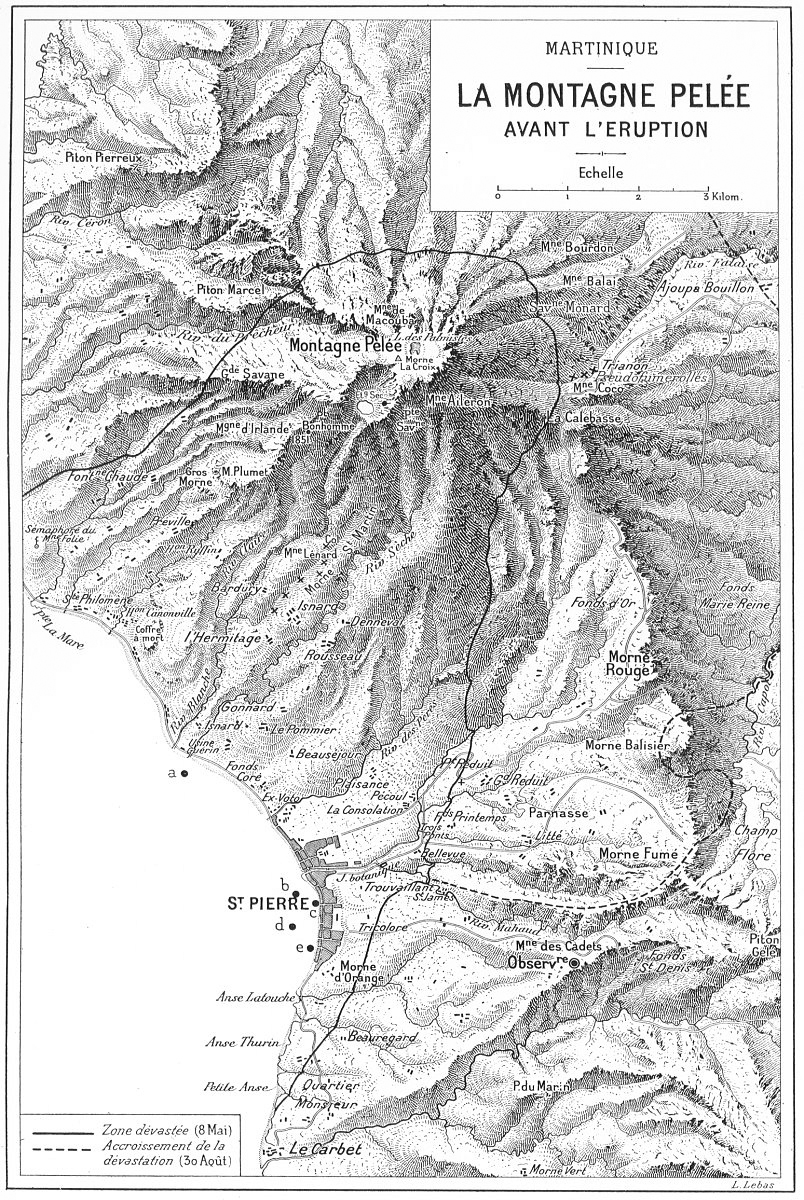
Mapa zniszczeń 1902–1903

Pierwsze badania zaczęły się jeszcze w dniu wybuchu. O 12:30 do zatoki przy Saint-Pierre dotarł okręt wojenny. Z powodu żaru załoga mogła zejść na ląd dopiero o 15:00.
16 maja amerykański geofizyk Thomas Jaggar wspiął się na Mountaigne Pelée wraz z innymi naukowcami i dziennikarzami z Nowego Jorku. Zaszokowany rozmiarami zniszczeń poświęcił się później badaniom wulkanów, żeby opracować środki ochronne dla ludności. W 1912 roku założył Hawaiian Volcano Observatory i posługiwał się mottem Ne plus haustae aut obrutae urbes („Nigdy więcej zniszczonych miast“). W czerwcu 1902 roku geolog Antoine Lacroix pojechał na Martynikę na oficjalne zlecenie rządu francuskiego i do września 1903 roku prowadził tam obszerne badania. Jako pierwszy opisał zjawisko gorących chmur wulkanicznych i nazwał je nuées ardente. Razem z wulkanologami Jaggarem i Frankiem Perretem zaklasyfikował wybuch jako erupcję peleańską. Późniejsze badania, mające wyjaśnić, jak mogło dojść do bocznej erupcji, uchodzą dziś za podwaliny współczesnej wulkanologii. Wyniki swoich badań Lacroix opublikował w wydanej we Francji książce.

## Późniejsza aktywność geologiczna

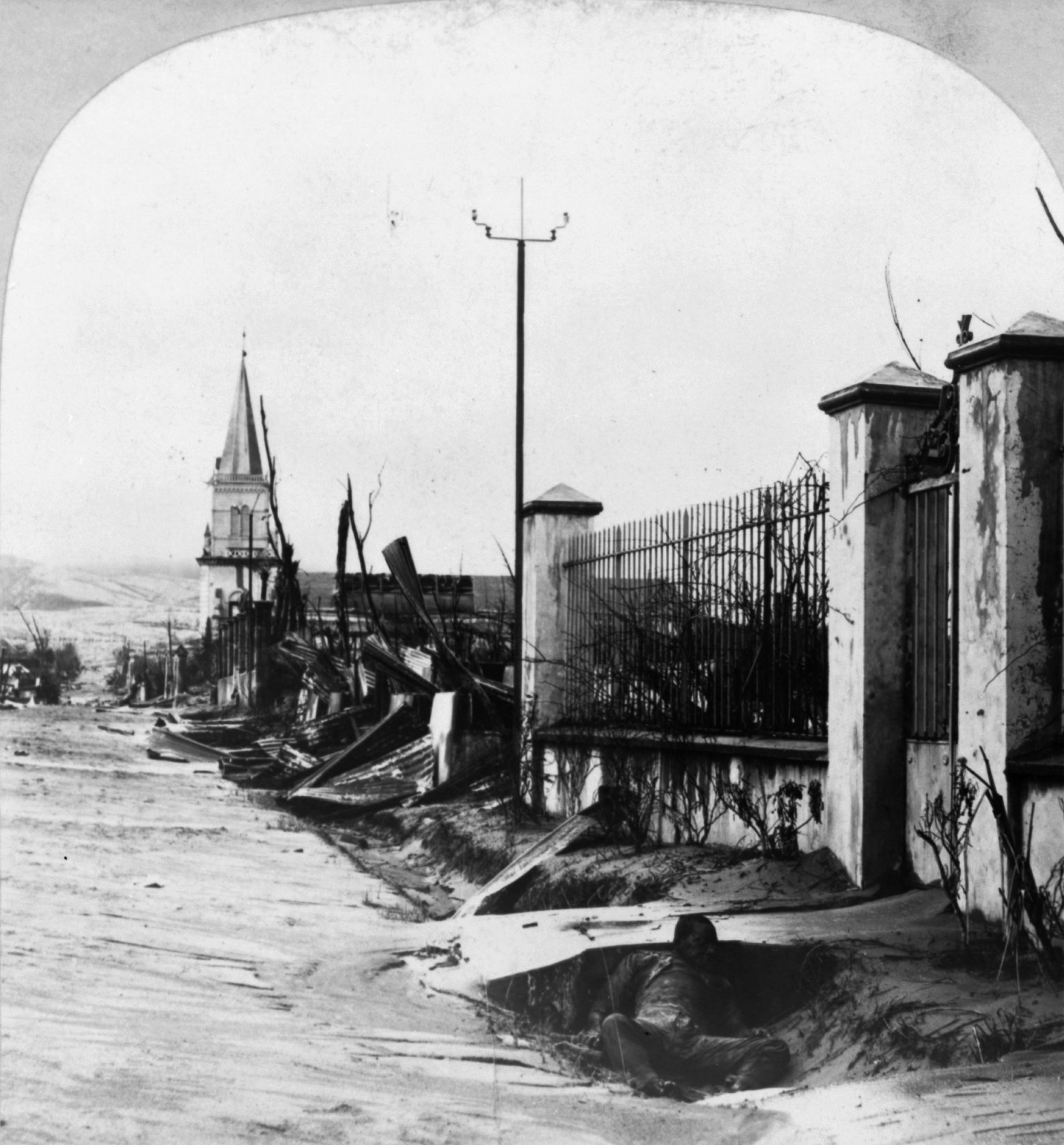
Zniszczenia w Morne-Rouge 10 sierpnia 1902

Z zauważonej już 7 maja kopuły wulkanicznej schodziły jeszcze kilkakrotnie strumienie piroklastyczne. Na przykład 20 maja, kiedy to zniszczeniu uległy ostatnie zachowane jeszcze zabudowania Saint-Pierre. Kolejny strumień zszedł 6 czerwca.
Do początku czerwca z kopuły wyrosła potężna kolumna lawy, która z powodu swoich rozmiarów wkrótce otrzymała zwyczajową nazwę Wieża Pelée. Osiągnęła wysokość do 211 metrów, mierzyła u podstawy 160 metrów średnicy i urosła o 15 metrów w ciągu kilku dni. Według wyliczeń, osiągnąwszy największe rozmiary, dorównała objętością Piramidzie Cheopsa. Między 6 czerwca a 10 sierpnia stopniowo się kruszyła, wywołując strumień piroklastyczny 9 lipca. Kiedy odłamał się od niej duży kawałek 10 sierpnia (inne źródła mówią o 30 sierpnia), powstał strumień większy niż poprzednie i zepchnął w dół wschodnią część zbocza. W efekcie zniszczone zostały miejscowości Morne-Rouge, gdzie około 800 osób straciło życie, i Ajoupa-Bouillon, gdzie zginęło 250 osób. Do poważniejszych zniszczeń doszło także w części Blasse-Pointe i Morne-Capot, gdzie zmarło odpowiednio 25 i 10 osób. Obszar zniszczeń wynosił 56 km². W marcu 1903 roku kolumna lawy rozpadła się zupełnie.
Powstała także kopuła lawowa, której wysokość w grudniu 1902 roku wynosiła 260 metrów. Stopniowo i ona się rozpadła. We wrześniu 1904 roku mierzyła jeszcze 82 metry, a pod koniec października 1904 roku już tylko 61 metrów.
Ostatnia mała erupcja okresu aktywności 1902–1905 nastąpiła 4 lipca 1905 roku. Kolejną fazę aktywności wulkanu zarejestrowano w latach 1929–1932. Od tamtej pory wulkan się nie przebudził.

## Następstwa
Wyciągnięto wnioski z błędów popełnionych w latach 1902–1905. Przykładowo, kiedy wulkan znowu wybuchł w 1929 roku, ludność natychmiast ewakuowano. Ponadto na górze zlokalizowano obserwatorium wulkaniczne. Montagne Pelée zalicza się obecnie do najlepiej zbadanych i obserwowanych wulkanów na świecie.